# Val Bettin
Valentine John "Val" Bettin (ur. 8 lipca 1923, zm. 7 stycznia 2021) – amerykański aktor telewizyjny i głosowy. Znany z ról w oryginalnych wersjach filmów animowanych Disneya takich jak Wielki mysi detektyw (1986) – dr. Dawson, Aladyn: Powrót Dżafara (1994) i Aladyn i król złodziei (1996) – sułtan – w tej roli zastąpił Douglas Seale'a, który sułtanowi użyczył głosu w pierwszej części filmu.
Mimo amerykańskiego pochodzenia Val Bettin znany był z umiejętności posługiwania się brytyjskim akcentem, który wykorzystał grając Dr. Davida Q. Dawsona w Wielkim mysim detetywie.